# Caribiens historie
Caribiens historie understreger vigtigheden af dette område gennem hele kolonitiden, hvor franske, britiske, hollandske, spanske, danske samt andre kolonimagter prøvede at vinde kontrol over de dyrebare øer. Øerne har været stærkt påvirket af europæisk kolonisering gennem indvandring og slaveri.

## Før europæernes ankomst
Før europæerne kom til Caribien, boede der en række indianske folk på de caribiske øer. Cariberne, som lagde navn til området, var sammen med Tainofolket og Ciboneyfolket det dominerende folkeslag i Caribien. Cariberne holdt til på de Mindre Antiller, Taino folket levede på de større Antiller og på Bahamaøerne, Ciboney folket boede på Cuba. Alle de oprindelige indianerfolk stammede fra de mennesker, som havde krydset Beringstrædet, da Asien og Nordamerika havde en landbro mellem sig. Det er uvist, præcist hvornår de allerførste mennesker nåede de caribiske øer, det ældste spor, man har fundet efter mennesker, er 7000 år gammelt, fundet på Trinidad i det sydøstlige Caribien.
Umiddelbart efter europæernes ankomst og følgende erobring af de caribiske øer døde langt de fleste af de oprindelige indbyggere. Hovedårsagen til den storre udryddelse af de caribiske folk var sygdomme, som europæerne bragte med sig fra Europa

## Spansk erobring og kolonisering
Spanieren Christoffer Columbus var den første europæer, der ankom til Caribien. Det skete i 1492. Columbus var sejlet fra Spanien til Caribien, som han troede var det vestlige Indien, derfor gav han øerne, som han fandt, navnet "De Vestindiske Øer". De første øer, Christoffer Columbus fandt, var øer i Bahamas øgruppen. Her boede Tainoindianerene, som var et fredeligt folk. Columbus kunne derfor handle med dem, og med hjem til Spanien fik han forskellige planter og varer. Columbus tog endda et par indianere med sig. Hjemme i Spanien vakte de ting, som Columbus havde taget med, stor opsigt. Tobak, peber, ananas og chili var de mest opsigtsvækkende ting, Columbus kom hjem med. De indfødte blev af Columbus beskrevet som utroligt fredelige, uden våben og uden nogen som helst form for had eller ondskab.
Ønsket om nyt land og de nye værdifulde krydderier, som spanierne troede var indiske, trak masser af spanske opdagelsesrejsende, adelsmænd, kolonister og præster til "det nye land", som de kaldte det land, Columbus havde opdaget. I det tidlige 1500-tal var de fleste caribiske øer blevet opdaget af spanske opdagelsesrejsende, og det var også Spanien, som på dette tidspunkt gjorde krav på samtlige øer i Caribien. Det var dog kun de større øer, Puerto Rico, Jamaica, Cuba, Hispaniola og nogle enkelte mindre øer, som blev koloniseret af spanierne.
Før trekantshandelen kom i gang, og afrikanske slaver kom til Caribien, benyttede spanierne sig af de indianske beboeres arbejdskraft, og de blev ikke behandlet meget bedre end dyr. Fordi de caribiske indianere var meget fredelige, var det ikke svært for spanierne at rette overraskelsesangreb på dem og dermed fange dem. Mange caribiske indianere blev gjort til slaver og nådesløst nedslagtet, hvis de ikke konverterede til den kristne tro.

## Andre kolonimagters kolonisering
Selvom Spanierne var de første, der kom til de caribiske øer og slog sig ned her, var de langtfra de eneste med interesse for Caribien. Da det spanske imperium begyndte at forfalde, og andre lande sendte opdagelsesrejsende ud, kunne Spanien ikke længere håndhæve sit tidligere herredømme i Caribien.

### Britisk kolonisering
Storbritannien har haft og har stadig mange kolonier i området.
Anguilla, Antigua og Barbuda, Bahamas, Barbados, British Virgin Islands, Cayman Islands, Dominica, Grenada, Jamaica, Montserrat, Saint Kitts and Nevis, Saint Lucia, Saint Vincent and the Grenadines, Trinidad og Tobago og Turks and Caicos Islands.

### Dansk kolonisering
Danmark har i alt besiddet tre af de større beboede caribiske øer, Sankt Croix, Sankt Jan og den vigtigste, Sankt Thomas. Samlet kaldet De dansk-vestindiske øer. Den første ø blev erhvervet af Dansk vestindisk Kompagni i 1672. I 1917 blev Dansk Vestindien solgt til USA for 25 mio. dollars. Øerne hedder i dag United States Virgin Islands

### Fransk kolonisering
Frankrig har besiddet Haiti, Guadeloupe og Martinique. De to sidstnævnte er fransk territorium den dag i dag.

### Hollandsk kolonisering
Hollænderne fik i det 17. århundrede en gruppe øer rundt omkring i Caribien. Disse øer hedder i dag De Nederlandske Antiller.